# Dmitriy Sychov
Dmitriy Yevgenyevich Sychov - em russo, Дмитрий Евгеньевич Сычёв (Omsk, 26 de outubro de 1983) - é um jogador de futebol russo. Atualmente joga no Volga Nizhny Novgorod, embora continue vinculado ao Lokomotiv de Moscou.

## Início
Atacante anunciado como o "Michael Owen russo", Sychov nasceu na fronteira com o Cazaquistão. Após passar pelas categorias de base do  Dínamo Omsk (time de sua cidade) e no DYuSSh Smena-Zenit (academia de jovens do FC Zenit São Petersburgo), surgiu para o futebol no Spartak Tambov, então na segunda divisão russa, em 2000. Em 2002, chegou ao Spartak Moscou com apenas 18 anos, embora também tenha negociado com Metz e Nantes, ambos da França. No principal clube da capital russa, fez oito gols em suas 12 primeiras partidas.
Após a Copa do Mundo de 2002, Sychov recusou proposta do ucraniano Dínamo Kiev, arquirrival do Spartak nos tempos de URSS, e foi para a França jogar no Olympique de Marseille. Insatisfeito com a reserva (33 jogos, cinco gols marcados), voltou à Rússia em 2004, onde assinou com o Lokomotiv de Moscou, onde está até hoje. 
Marcou pelo "Loko" 73 vezes em 224 partidas, dois desses gols em sua estreia. No ano em que voltou, o Lokomotiv conquistou seu segundo campeonato russo e Sychov foi eleito o futebolista do ano no país. Durante o período em que o Loko foi comandado por Anatoliy Byshovets, foi deslocado para o meio-campo. Sob o comando de Yuri Syomin, voltou à sua posição original. Eleito jogador do ano de 2009 pela torcida do Lokomotiv, Sychov perdeu espaço no time comandado pelo croata Slaven Bilić, que o escalou em apenas seis partidas na temporada 2012-13, tendo atuado em três.
Fora dos planos do novo técnico do Lokomotiv, o bielorrusso Leonid Kuchuk, o atacante foi emprestado ao Dínamo Minsk, onde atuou em 19 jogos, e não marcando nenhum gol. De volta ao Loko, foi novamente emprestado, agora ao Volga Nizhny Novgorod, time da Segunda Divisão russa.

## Seleção Russa

### Estreia precoce
Impressionado com as atuações do jovem atacante, o técnico da Seleção Russa à época, Oleg Romantsev, acabou levando-o para a Copa do Mundo de 2002. Sychov (que jogara antes pelas categorias sub-17 e sub-19) tornou-se o jogador mais novo a jogar pela Rússia até então, aos 18 anos e 222 dias, recorde que também valeria para a extinta Seleção Soviética (atualmente, a marca pertence a Alan Dzagoyev).
Os russos chegaram à última rodada da primeira fase necessitando apenas de um empate contra a Bélgica para passarem às oitavas, mas os "Diabos Vermelhos" venceram o jogo por 3 a 2. Estava 3 a 1 até os últimos minutos (Vladimir Beschastnykh havia marcado anteriormente), quando Sychov diminuiu e arranjou pequenas esperanças para os descontos da partida, mas a igualdade no placar não veio.

## Após a Copa de 2002
Depois da Copa de 2002, Sychov foi chamado à Eurocopa 2004, onde a Rússia cairia novamente na primeira fase, e também na de 2008, onde fez parte do elenco que terminou em terceiro lugar. 
Esteve ainda presente nas eliminatórias para a Copa do Mundo de 2010, mas a Rússia acabaria sendo eliminada de forma surpreendente pela Eslovênia no segundo jogo da repescagem entre ambas. Seu último jogo pela seleção aconteceria ainda em 2010, e desde então não foi mais convocado.

## Curiosidade
A grafia de seu sobrenome, cuja pronúncia termina em "ov", costuma ser romanizada ao alfabeto latino terminando em "ev", similarmente ao caso de dois ex-líderes soviéticos, Mikhail Gorbachov e Nikita Khrushchov. Esta confusão vem do fato de a letra cirílica ё, presente no sobrenome dos três, ter som de "ó". 
Outra discrepância origina da transliteração da letra cirílica ч, que possui som de "tch" ("tsch" para um alemão ou "cz" para um polonês). A letra, que também está presente no sobrenome de Gorbachov, é mais comumente romanizada como ch pela grande influência da língua inglesa no mundo.
Em sua camisa, Sychov foi grafado como "Sytchev" na Copa de 2002 . Já nas Euros 2004 e 2008, a grafia utilizada foi "Sychev"  .
|                                                                                          |  |
| Pelo Loko, na semifinal da Copa da Rússia de 2007, contra seu ex-clube, o Spartak Moscou |  |